# Ле-Гаст
Ле-Гаст (фр. Le Gast) — коммуна во Франции, находится в регионе Нижняя Нормандия. Департамент коммуны — Кальвадос. Входит в состав кантона Сен-Севе-Кальвадос. Округ коммуны — Вир.
Код INSEE коммуны — 14296.

## Население
Население коммуны на 2010 год составляло 232 человека.
| 1962 | 1968 | 1975 | 1982 | 1990 | 1999 | 2010 |
| ---- | ---- | ---- | ---- | ---- | ---- | ---- |
| 529  | 473  | 417  | 311  | 252  | 255  | 232  |

## Экономика
В 2010 году среди 124 человек трудоспособного возраста (15—64 лет) 82 были экономически активными, 42 — неактивными (показатель активности — 66,1 %, в 1999 году было 59,3 %). Из 82 активных жителей работали 74 человека (46 мужчин и 28 женщин), безработных было 8 (2 мужчин и 6 женщин). Среди 42 неактивных 9 человек были учениками или студентами, 19 — пенсионерами, 14 были неактивными по другим причинам.